# 范漢傑
范汉杰（1894年10月29日—1976年1月16日），名其迭，字汉杰，以字行，广东嘉應府大埔縣人，国民革命军陆军中将，曾任陆军副总司令、东北剿总副总司令兼锦州指挥所主任，1948年第二次國共內戰錦州戰役時被解放軍俘虜，拘押於戰犯管理所，1960年第二批特赦，任第四届全国政协委员。

## 生平
客家人，父亲范准（字海文）是晚清文人，任梓里公学小学校长多年。堂兄范其务,曾任广东省和福建省财政厅长。幼年就读于梓里公学，宣统二年入广东陆军小学，因不会粤语，改入两广优级师范学堂附属理科学堂格致班。宣统三年夏入广东陆军测量学校第五期三角科天文测量班，1913年以第五名毕业。任广东陆军测量局三角科科员，漳州工务局测量员。两广盐运使署广东盐务缉私江防兵舰长。
1915年入陈炯明粤军任排长、连长、少校参谋，援闽粤军第二支队营长等。
1918年任援闽粤军总司令部军事委员（副官），此时蒋介石任该总司令部上校参谋，范汉杰跟蒋关系交好。兵站所长。
1923年入旧桂军刘震寰部，任高级参谋、作战课长、第六路少将司令兼三水县长。
1924年春由同乡邹鲁、刘震寰保荐报考黄埔军校，1924年5月入黄埔学校第一期第四队，是第一期唯一以少将军衔就讀的学员，在黄埔一期中创造了两个纪录：年龄最大、曾任职位最高的学员。毕业后任教导第一团二营五连排长、教导第二团副连长。1925年东征讨伐陈炯明，任粤军第一师少校参谋、第一旅中校主任参谋。当年调陈铭枢第七师第二十九团第一营中校营长。

### 北伐
1926年接替原團長孫純任国民革命军第四军第十师（陈铭枢、蔣光鼐派系）二十九团上校团长。率部参加了北伐战争著名的汀泗桥战役，继而激战玛瑙岭、贺胜桥、武昌城、德安马回岭。1926年10月晋升蒋光鼐的第10师副师长。
1927年春宁汉分裂时，范汉杰和第一军军长陈铭枢、第10师师长蒋光鼐一起投奔南京政权，给蒋介石留下了好印象。随后,范汉杰调任第十师少将副师长、浙江省警备师师长。是黄埔学生中最早升任师长的人。1927年秋，蔣下野，東渡日本。浙江警備師改編入第十一軍（軍長陳銘樞），范漢傑轉任國民革命軍第八路總指揮部（總指揮李濟深）中將高參，保送日本考察軍事。1927年11月，蔣中正由日本返國，復任北伐國民革命軍總司令。1928年范汉杰转赴德国学习和考察军事，又轉赴歐美各國考察軍事、政治、經濟、工業等，1931年夏回国奔父丧。

### 抗日
1932年一二八事變爆发，任第十九路军总部参谋处长、副参谋长。因過勞，咯血症再度復發，更趨嚴重。原擬在杭州西湖湖畔靜養，後受各方友好相勸慰及精神和物質上之支助，回到遠離塵囂之廬山療養。1932年秋，下庐山，出任福建绥靖公署（主任蔡廷鍇）参谋处长。是時，蔣光鼐任福建省主席，堂兄范其務任省政府財政廳廳長。五弟任財政廳課長，六弟任馬江水巡隊長。1933年经历福建事变。1933年得陳明山與張子羽（原名振鋆，字次銓，號叔平，別號子羽，晚清學部大臣張百熙諡文達公之子）介紹，結識清末名臣林則徐第五代孫女，縣長林楚秋五女林劍峰于福州，堂兄范其務以范漢傑承祧植伯房，娶林女士以承祧另一宗支。1934年1月21日，蔡廷鍇派范漢傑前往廈門與蔣之代表林國虞、蔣鼎文會晤，洽商第十九路軍和平改編事宜。1月28日中央第三路軍總指揮蔣鼎文率部開入福州，閩變遂告結束。閩省政府改組，第十九路軍改編，漢傑離職。3月28日晉謁蔣于南昌，4月9日再謁蔣，特給假兩月併發旅費千圓，赴京滬及華北，魯、冀、察、綏、晉、豫、陝各省，視察國防建設。1934年夏秋之際，奉派任職於廬山軍官訓練團第三期第一營（營長薛岳）第四連連長。王修身、李文彬任該連之排長。團長蔣委員長，副團長陳誠。漢傑曾翻譯德文《陸軍行軍小動作》及《騎馬術》等，圖文並茂，由南京武學書館出版，供作參考教材。1935年1月任第二师（師長黃杰）参谋长，驻北平南苑，主持軍官教育；5月任陸軍步兵上校。6月10日簽訂《何梅協定》，中央軍撤離華北，第二師南撤至徐州整補訓練。1936年4月，免陸軍第二師參謀長，入陸軍大學將官班第二期受訓；9月晉升為陸軍少將。1936年9月第一師擴編為第一軍時，由軍長胡宗南保薦任第一軍副軍長。1937年初，兼任浙江全省中大學生集訓總隊長，中央軍校高等教育班主任。1937年夏任中央军校教育处长兼高等教育班主任。
1937年抗战爆发时，正在廬山暑期訓練團第二期，任第二大隊（大隊長萬耀煌）第五中隊長。分隊長為郭貽珩、陳明仁、淩兆垚、方靖。八一三事變后随胡宗南第一军开赴上海参加长达两个月的淞沪会战，第一军损失惨重。从上海撤退后，任国民政府軍事委員會第六部第三組長（部長陳立夫、主任秘書張沖、第一組長吳開先、第二組長酆悌、第三組長范漢傑、第四組長徐恩曾）、預備第六師師長、調任国民政府軍事委員會政治部第一廳長（部長陳誠、副部長黃琪翔、主任秘書張厲生、第一廳長范漢傑、第二廳長康澤、第三廳長郭沫若、總務廳長杜時霞、秘書處長柳克述）等職，范均未到任。1938年3月任中央军官学校教育处长兼第十四期第二學生總隊總隊長。1937年9月下旬，陸軍大學奉令疏散西遷。率領中央军校十三及十四期學生，由南京下關登江輪溯長江而上，經由九江、漢口、武昌，沿岳陽入洞庭，轉湘江到長沙，步行入川，沿途實施行軍演習，以實際地形與虛擬狀況施以軍事戰鬥教育，1938年四月二十日經過南川，終於抵達成都復校。
1939秋第一軍擴充為第三十四集團軍，范汉杰升任第27军军长（原军长桂永清）兼任郑州警备司令。该軍轄第45、第46師及預備第8師，軍部設於山西陵川縣安陽村。第27军归第一战区司令长官卫立煌指挥，同时也受第十八集团军总司令朱德节制。范耀文在《范汉杰从军抗日轶事》中提到，在此后的两年中，范汉杰率27军在敌占区屡次出击，大小战斗数以百计。尤以长治、高平、太行山、陵川、壶关之役为最。朱德到27军军部慰问并赠“太行屏障”锦旗一面。1941年5月日军发动中条山战役，卫立煌命令范汉杰率领27军在晉東南分頭出擊長治及高平，掩护主力南撤，导致部队被日军包围。1941年10月，發表兼任第一戰區政治部主任，因在晉東南前線作戰，而未就職。1942年春，調升第三十四集團軍副總司令兼參謀長（總司令胡宗南）驻三原，封锁陕甘宁边区，備受胡總司令所重用。1942年5月，以去年長治、高平之役有功，獲頒四等寶鼎勳章。1942年6月升任第三十八集團軍總司令，駐防甘肅隴東平涼执行封锁陕甘宁边区的重任，轄第三軍（軍長周體仁）、第四十二軍（軍長楊德亮）、第五十七軍（軍長丁德隆）。又兼任隴東日報社名譽董事長及力行中學董事長。1942年8月任第八战区副司令长官部参谋长。1944年秋入陸軍大學甲級將官班第一期受訓。1944年12月胡宗南升任第一戰區長官部司令長官，范汉杰升第一战区副司令长官兼参谋长。1945年1月陆军大学将官班毕业，3月授陆军中将。日軍第十二軍向豫西進犯，對第一戰區展開猛烈攻勢，漢傑贊翊胡長官宗南，以陸空軍密切配合，抗拒頑敵於豫西一帶。於內鄉、淅川、西峽口、重陽店、豆腐店、靈寶、盧氏關諸役，屢挫敵鋒，殲敵逾萬，粉碎敵軍奪取西安，威脅陪都重慶之企圖。1945年5月当选第六届中国国民党中央监察委員會委员。1945年9月，范汉杰偕胡長官赴鄭州受降。1945年10月，獲勝利勳章。
1946年4月30日，獲中國戰區美軍總部參謀長Ray Maddocks少将署名頒發之銀葉自由獎章（AWARD OF THE MEDAL OF FREEDOM 'SILVER PALM')及褒揚狀。

### 第二次國共內戰
1946年第二次国共内战时期，1946年4月任东北行营副主任。1946年5月任国防部参谋次长，陈诚为参谋总长，劉斐、郭懺同为参谋次长。6月底，改調陸軍副總司令（總司令顧祝同）。1947年元旦敘勳，獲陸海空軍甲種一等獎章。1947年3月3日郑州绥靖公署改为陆军总司令部郑州指挥所，任陆军副总司令兼郑州指挥所主任。
1947年5月卸任郑州指挥所主任，调青岛任第一兵团司令官，进攻沂蒙山区共军。指挥部设在馆陶路22号青岛警备司令部四楼。1947年8月14日，蔣介石召見范漢傑，指示膠東作戰部署:8396。1947年8月18日,蒋介石又飞抵青岛与范汉杰制定了胶东“九月攻势”作战计划。1947年9月建立胶东兵团，集结了第8、第9、第25、第45、第54、第64等六个整编师的兵力，以及整编第74师第57旅（重建）、加上海军和空军，共计20个旅51个团20多万兵力，采取日本顾问的“梳篦平推”战术，自西而东向胶东解放区发起进攻，企图在一个月内消灭华东野战军东线兵团，把共党在胶东的党政军势力推出昆嵛山腹地赶下大海喂鱼，占領萊陽、煙台等城市；然后转兵打通膠濟鐵路。1947年10月范汉杰的部队攻入胶东解放区，胶东军区司令员许世友率第九纵队和第十三纵队穿过敌人间隙，进入平度大泽山外线作战；东线兵团政委谭震林则率第二纵队、第七纵队从日照杀回昌邑，会同第九纵队将整64师包围在平度三户山(今三合山)和范家集一带，经几昼夜激战整64师和援军遭到重创，师长黄国梁险些阵亡。后蒋介石责令海军司令桂永清在范汉杰的胶东兵团作战指挥部主持召开“胶东战役检讨会”。1947年11月2日蒋介石下令整编第9师、整编第25师运往武汉参加围攻大别山，整编第54师与整编第8师的一半调东北。1947年12月在萊陽戰役給予共軍一定程度的殺傷。1947年12月下旬蒋介石决定放弃胶东，将范汉杰调往东北战场。
1948年元旦獲二等寶鼎勳章。1948年1月范汉杰陪同蒋介石到沈阳视察东北冬季攻势的危局。东北国军被压缩在锦州、沈阳和长春三个孤立的城市中。蒋介石在沈阳召开军事会议，1月15日任命范汉杰为冀热辽边区司令官，驻秦皇岛，重点防御秦皇岛至锦州一线，统一指挥石觉第十三军（热河）、阙汉骞第五十四军（从胶东海运山海关）、孙渡第六兵团（锦州），及秦葫港口司令部（秦皇岛、葫芦岛）。1948年2月兼熱河省政府主席。1948年2月底，蒋介石与卫立煌就东北国军撤退问题达成一致：给卫立煌两个月时间，整顿军队，补充兵员军械，预定4月底5月初（后定为5月5日）由沈阳、锦州东西对进，打通北宁路，接应东北国军撤退；范汉杰指挥所部由锦州向东进攻接应卫立煌集团。范汉杰所任的热河省政府主席一职，则由该省民政厅厅长于国桢代理。
- 第五十四军辖周文韬第8师、张纯198师。以锦州铁路局交警总队扩编为暂编第57师，由该局警务处长朱茂臻（抗战时期杜聿明第五军炮兵团长）任师长，列入第五十四军建制。
- 李弥系整9师之荣誉第1旅扩编为第九军，以该整编师代师长黄淑任军长，辖4个师。4月中下旬，黄淑第9军4个师陆续在塘沽、秦皇岛、葫芦岛等地登陆。

范汉杰又令辖区内广泛建立保安团，组织辖区内市、县长赴河北省新城县学习观摩，积极参与“举国学习王凤岗运动”，号召向王凤岗学习取经，让保安团遍地开花、落地生根，让共产党寸步难行。
1948年4月底，卫立煌突然表示，其部兵员、军械都尚未补充完整，原计划的东西对进的东北撤退作战不能进行。蒋介石召集东北国军的兵团、军级将领一一赴南京面谈。卫立煌通过相熟记者，发布消息，称范汉杰此来野心勃勃，就是为了颠覆卫立煌取而代之。范汉杰面对舆论压力，公开辟谣：“本人一向尊敬卫长官，愿坚决服从卫长官命令；请万毋相信居心叵测之离间谣传。”卫立煌问蒋介石，冀热辽边区司令部倒底是何一性质之单位？五月，范汉杰兼東北行轅政務委員會委員。1948年6月21日，蒋介石宣布：
1. 、取消冀热辽边区司令部；改组为陆军总司令部锦州指挥所，范汉杰改任锦州指挥所主任兼东北剿总副总司令；1948年7月正式搬入锦州。
2. 、范汉杰不再兼任热河省政府主席，由第六兵团原司令官孙渡调任热河省政府主席；
3. 、第九十三军军长卢浚泉升任第六兵团司令官。

1948年7月，將錦州、山海關間部隊，編成2個新軍，以沈尚奎為新八軍軍長，劉雲翰為新五軍軍長。
1948年8月3日，在南京召開軍事檢討會，參加會議的主要將領和高級幕僚有120多人，会后部署東北剿總4個兵團約55萬人，總司令衛立煌率30萬人防守瀋陽，副司令鄭洞國率10萬人防守長春，副司令范漢傑率15萬人防守錦州，並以保持與華北的聯繫。華北剿總佈防4個兵團約55萬人，分佈于北甯路和平綏路沿線的山海關至歸綏一帶。蒋介石企图绕过坚决主张固守沈阳的衛立煌，直接指揮廖耀湘与范漢傑东西对进会师，实现撤出东北的战略。8月9日范漢傑在南京向蒋介石懇切表明：將帥不和不能作戰，堅辭一切職務；未获准。後向參謀總長顧祝同請辭，亦不准。只准短期到杭州休息，隨時待命。在杭州亦曾電請衛立煌准予辭去一切職務，未果。8月18日接獲通知必須即立返防。僅准免兼陸軍副總司令職。

#### 兵敗被俘
1948年9月，东野南下遼西。范汉杰時任東北剿匪總司令部副總司令兼錦州指揮所主任，指揮第九十三軍（軍長盛家興）、新八軍（軍長沈尚奎）等7個師堅守錦州、義縣。9月二十七日起開始空運第四十九軍赴錦州增援，只運到第79師（師長陳衡）兩個團，機場跑道即為东野炮兵封锁，空運被迫停止。9月28日及29日，东野第十一纵队及冀察热辽军区3个独立师攻佔綏中、興城，錦州與山海關之間交通斷絕，新五軍劉雲翰部亦無法向錦州集中。10月1日，东野二纵攻克義縣，守軍第九十三軍暫編第20師被殲，師長王世高及副師長韓潤珍被俘。錦州危急，守軍所需補給及彈藥全靠空投。週邊所有外围據點經過激烈戰鬥亦先後被攻佔。10月2日錦州守軍奉命堅守陣地待援，上級計畫派第九兵團司令官廖耀湘率10餘个師組成西進兵團，由瀋陽出發馳援錦州；另以侯鏡如、林偉濤指揮東進兵團，自葫蘆島出發增援錦州；內外同時夾擊、中心开花，以得解救錦州之圍又可一舉殲滅东北野战军。兩路援軍經過晝夜激烈戰鬥，皆為东野阻援部队顶住，未能達成預期目標，功敗垂成。10月10日，錦州內線炮兵陣地及步兵陣地均為东野炮兵压制。10月12日，东野對錦州包圍更緊，攻城部隊在炮兵掩護下，構築蜘蛛網狀交通壕，向城垣逼近，用炸藥爆破城外守軍堅固據點，重機鎗堡壘陣地。至10月14日正午全線進入激烈巷战；至黃昏，外援無望，孤軍難撐，范汉杰率殘部突圍，自東南方出城，到達南山農場北麓時，遭遇伏擊，各人趁天黑東奔西竄，星散躲藏。10月15日錦州陷落，下午四時范汉杰混入難民潮中，經松山向塔山陳家屯之間山地小道前進。15日傍晚6时,持续31个小时的锦州攻坚战结束。范汉杰走過西海口和高橋至錦州之公路時，在陈家屯被解放军截獲，併入被俘隊伍同行，經機場向班吉塔方向進行。中途休息時，范汉杰自思身為方面指揮官，喪師失地，乃自報身份，請求速死。至牤牛屯的东野指挥部与林彪、罗荣桓、刘亚楼见面，感慨:“打锦州这一招，非雄才大略之人是做不出来的。锦州好比一根扁担，一头挑东北，一头挑华北。现在扁担断了”。羁押於佳木斯的解放军官训练团。1949年，移送撫順久保町大鴻樓解放軍官訓練團。
1955年转入北京功德林战犯管理所。1959年建国十年大庆，首批特赦战犯，范汉杰也在特赦名单中。蔡廷锴、蒋光鼐、陈铭枢等对范汉杰在福建事变中的行为不满，表示反对对其特赦。经周恩来调解，范汉杰于1960年11月28日第二批特赦获释，范漢傑宣稱家鄉已無嫡親，決定不回廣東；在各地參觀最新建設，繼續學習；1961年下半年，在北京南郊的紅星人民公社（地點在東高地舊宮）的舊宮果樹隊就业工作。1962年3月，離開北京南郊紅星人民公社園藝隊果樹組，暫時移居北京市內崇內旅社。1962年6月任全国政协文史资料研究委员会文史研究专员，「辦公學習」。辦公地點在北京趙登禹路32號，住在北京和平里11區20號樓（俗稱“戰犯樓”）。兩地相隔，一在城南一在城北，約有一小時車程（两地均在城北，相隔不到9公里）。范漢傑寫《錦州戰役經過》，发表于1985年由文史資料出版社出版、“中國人民政治協商會議全國委員會文史資料研究委員會「遼瀋戰役親歷記」編審小組”所編之《遼瀋戰役親歷記——原國民黨將領的回憶》。1964年任第四届全国政协委员。1969年，全国政协机关干部、人员下放五七干校劳动学习，范汉杰因年紀老邁，留在全國政協機關學習文件。1976年冬，范汉杰歷年所患之哮喘症舊病復發，住進北京醫學院附屬醫院，在手術治療後日漸康復階段，於1976年1月16日晚十點二十五分遽然病逝於醫院，享年八十一歲。1976年1月24日在北京由全國政協舉辦遗体告别仪式，骨灰存放於北京八寶山革命公墓第八室126號。

## 著作
著有《抗战回忆记》、《国民党发动全面内战的序幕》、《锦州战役经过》、《胡宗南部在川北阻截红军经过》，译著《德国步兵动作》等。

## 家人
- 元配林浩英，早逝
- 續娶沈蝶英，旋亦卒；
- 续弦童績華（1900-1983），1918年结婚，育三子一女。葬於臺北木柵興隆路福壽墓園。
- 兼祧林劍峰（1908-1996），育三子一女。火化後骨灰奉厝於臺北陽明山第一公墓靈骨塔三樓八排108號。

- 長子大潮，原在基隆港務局服務，任貨櫃中心任技師。
- 次子大英，臺灣大學土木工程系畢業，得工程學士學位，原在臺北中興工程顧問社，任地工部主任工程師。
- 三子大深，幼年過繼母舅童保華為嗣，改名童本深。留大陸家鄉，在梅縣丙村煤礦場，大雅化工廠硫酸車間勞動，1994年11月25日逝世。
- 四子大匡，1932年出生于廬山匡廬。成功大學電機工程系畢業，得工程學士學位，曾在臺灣電力公司任股長、課長、廠長等職務。後攜眷赴美定居，任美國ABB Power T & D Company Inc.電力公司，變電部計畫工程師。
- 五子大福，1933年出生於廈門鼓浪嶼。成功大學土木工程系畢業，得美國維吉尼亞大學工程碩士學位，曾任美國帝力凱撒顧問公司﹝DeLeuw,Cather & Company﹞，結構部總工程師，參加七人投標小組，負責擬訂計畫投標報價書(Engineering Proposal)。
- 六子大洪，成功大學土木工程系畢業，得美國密西西比大學工程碩士學位，原在美國芝加哥哈察顧問工程公司﹝Hazar International﹞，任高級工程師，派往中南美委內瑞拉，任大壩施工顧問。
- 七子大都，中原大學化學工程系畢業，得工程學士學位，原在非洲奈基尼亞任鋼管廠廠長。
- 八子大勝，成功大學土木工程系畢業，得美國塔虎脫大學工程碩士學位，紐約水牛城大學工程哲學博士學位，任美國通用汽車公司動力結構部高級研究員。
- 九子大陵，1941年1月30日由林夫人生于山西省陵川县。成功大學交通管理工程系畢業，得工程學士學位，任臺北中華顧問工程司，高級工程師兼業務部副理。
- 十子大龍，1943年生於隴東平涼，取名大龍。中國文化大學新聞學系畢業，得文學士學位，曾任中央通訊社記者、駐羅馬教廷特派員、資料室主任等職，1991年病逝於臺北市，享年四十八歲。
- 長女亦雲（嫣娣），早年嫁大麻郭菊盛，隨夫婿旅居印尼，經營碾米廠。
- 次女大渝，中興大學園藝系畢業，得學士學位。後赴美留學，得美國依利諾大學理學碩士學位。長期隨夫婿劉叔慈（得美國土木工程碩士學位），土壩專家，美國哈察顧問工程公司計畫經理，派駐南美委內瑞拉工地，從事水庫工程顧問工作。